# Aigue Agnelle
Die Aigue Agnelle ist ein kleiner Gebirgsfluss in Frankreich, der im Département Hautes-Alpes in der Region Provence-Alpes-Côte d’Azur verläuft. Sie entspringt in den Cottischen Alpen, nahe der Passhöhe des Col Agnel (2744 m), im Gemeindegebiet von Molines-en-Queyras, entwässert generell in nordwestlicher Richtung durch den Regionalen Naturpark Queyras und mündet nach rund 19 Kilometern bei Ville Vieille, im Gemeindegebiet von Château-Ville-Vieille, als linker Nebenfluss in den Guil.

## Orte am Fluss
- Fontgillarde, Gemeinde Molines-en-Queyras
- Pierre Grosse, Gemeinde Molines-en-Queyras
- Molines-en-Queyras
- Ville Vieille, Gemeinde Château-Ville-Vieille

## Sehenswürdigkeiten
- Église Saint-Romain, Kirche aus dem 15. Jahrhundert in Molines-en-Queyras – Monument historique[4]
- interessante Steinformation „La Démoiselle Coiffée“ am Flussufer bei Château-Ville-Vieille

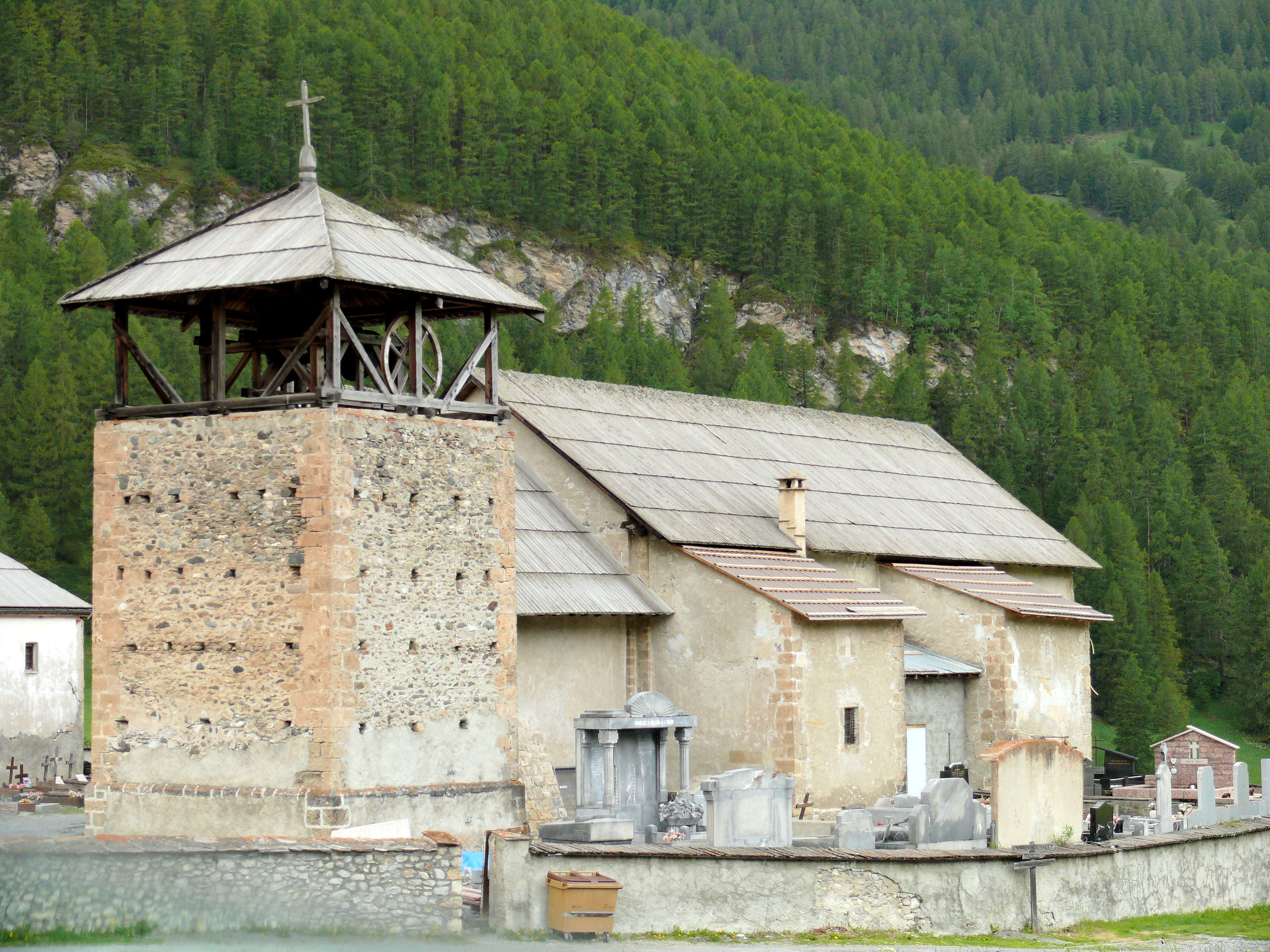
Égilse Saint-Romain
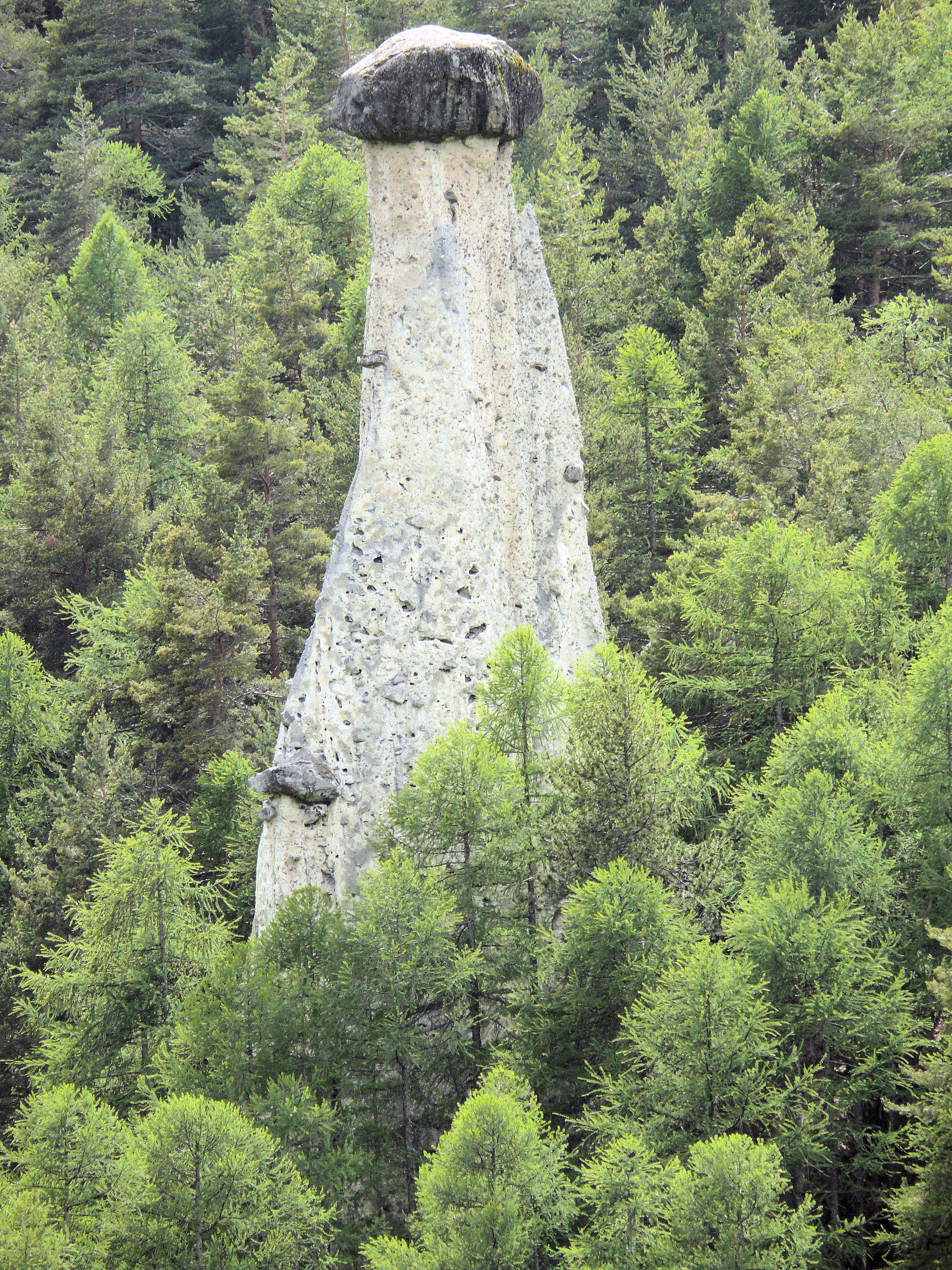
La Démoiselle Coiffée